# Vladimir Maslennikov
Vladimir Anatol'evič Maslennikov (in russo Владимир Анатольевич Масленников?; Lesnoj, 17 agosto 1994) è un tiratore a segno russo.

## Carriera
Ha partecipato alla carabina ad aria 10m maschile nelle Olimpiadi di Rio de Janeiro 2016 dove ha vinto la medaglia di bronzo.

## Palmarès
- Olimpiadi

Rio de Janeiro 2016: bronzo nella carabina ad aria 10m maschile.
- Campionati europei di tiro

Maribor 2017: oro nella carabina 10m ad aria compresa, nella gara a squadre maschile 10m carabina ad aria compressa e nella gara a squadre mista 10m carabina ad aria compressa